# Пипия, Манучар Гурамович
Манучар Гурамович Пипия (6 июня 1985; Тула, РСФСР, СССР) — российский кикбоксёр, тренер, чемпион мира по кикбоксингу, чемпион России по кикбоксингу, чемпион Европы по кикбоксингу, обладатель Кубка Мира по кикбоксингу. Заслуженный мастер спорта России по кикбоксингу, Мастер спорта России по рукопашному бою, кандидат в Мастера спорта России по карате. Участник различных всероссийских и международных соревнований по кикбоксингу, карате, рукопашному бою.

## Биография
Родился 6 июня 1985 года в Туле. В 1992 году пошёл учиться в школу №16 своего родного города. В 2002 году получил среднее (полное) общее образование. В этом же 2002 году Манучар поступил в государственное образовательное учреждение высшего профессионального образования, в «Тульский государственный университет» по специальности «Физическая культура». В 2006 году присвоена степень Бакалавра по направлению «физическая культура». В 2008 году поступил в государственное образовательное учреждение высшего профессионального образования, в «Московский университет Министерства Внутренних Дел Российской Федерации» на заочную форму (Федеральное государственное казённое образовательное учреждение высшего профессионального образования, «Орловский юридический институт внутренних дел Российской Федерации») по направлению «Правоохранительная деятельность» специализации «Административная деятельность внутренних дел Российской Федерации». 22 февраля 2012 года Манучару была присуждена квалификация «Юрист» по специальности «Правоохранительная деятельность».
Заниматься боксом и кикбоксингом Манучар начал в возрасте шести лет под руководством своего отца Гурама Иродиевича Пипия, Мастера спорта СССР и 6-кратного Чемпиона Грузии по боксу. В возрасте восьми лет Манучар пошел в секцию кикбоксинга, где его тренером стал Игорь Алексеевич Оськин. Через полгода секция переехала в другой район, поэтому Манучар начал посещать занятия по другому виду спорта — ушу. Через некоторое время родителями было принято решение отдать Манучара в секцию карате (киокушинкай), где под руководством Юлии Москвиной, Манучар тренировался два года, вплоть до завершения тренерской карьеры Юлии. Следующие четыре года тренером Манучара был Константин Ерофеев, с которым спортсмен достиг звания Победителя Первенства России и получил награду за «Лучшую технику». Далее, в 2000-м году, посетив с отцом матчевые встречи по кикбоксингу между Россией и Украиной, Манучар, под приятным впечатлением, принял решение вернуться в данный вид спорта, возобновив занятия кикбоксингом в ДЮСШ «ВОСТОК» со своим первым тренером Игорем Оськиным, с которым занимался до окончания своей спортивной карьеры, вплоть до 2009 года. Также немаловажную роль в тренировочном процессе и подготовке спортсмена сыграли такие тренера, как Сергей Васильевич Лихожон, Александр Владимирович Кашинцев, Александр Дмитриевич Духанин, Сергей Николаевич Яковенко, Алексей Николаевич Соболев и Рашит Каюмович Сафиулин.

## Личная жизнь
22 сентября 2016 года женился на Екатерине Кудрявцевой. 13 декабря 2017 года в семье Манучара и Екатерины случилось пополнение - родился сын Ираклий. 8 октября 2020 года у пары появилась на свет дочка. Её назвали Теона.

## Хобби
Одним из главных хобби Манучара является хоккей. В 2015 году с группой друзей и единомышленников создал любительскую хоккейную команду «Воины». Первые тренировки проходили под руководством специалиста системы «Тропик» Андрея Горбачева, но так как командой был выбран другой вектор развития и поставлены серьёзные цели, а именно подготовиться к участию в Ночной Хоккейной Лиге, с 23 октября 2015 года по сентябрь 2019 года у руля коллектива был Илья Вадимович Серегин . С сезона 2020/2021 «Воины» выступают под руководством Игоря Болдина. 
Достижения команды
- В 2018 году стали серебряными призерами турнира Tropic Cup.
- В феврале 2019 года стали бронзовыми призерами на турнире «Тульская Шайба».
- В сезоне 2019/2020 Отборочного этапа IX Фестиваля Ночной Хоккейной Лиги Тульской области (Любитель 18+ Лига Надежды группа Б)  ХК «Воины» стали победителями чемпионата.
- Обладатели Кубка Тульской области по хоккею среди любительских команд 2024.

Сейчас главной целью команды является - выиграть путёвку на Всероссийский Фестиваль по хоккею среди любительский команд, который ежегодно проходит в Сочи.

## Спортивные достижения
- Первенство России по карате (киокушинкай), Балаково, Саратовская область; (2000)
- 4-х кратный чемпион России по кик-боксингу. Участия проводились в Невинномысске, Челябинске, Саратове, Нальчике); (2005–2009)
- Чемпион России по рукопашному бою среди сотрудников МВД (Тула, 2008)
- Многократный призёр чемпионатов России по рукопашному бою (Санкт-Петербург, Нижний Новгород, Казань, Екатеринбург, Уфа, Самара)
- Победитель международного турнира профессиональной лиги «Китэк» (2008)
- 5-кратный обладатель Кубка России (Кубок Петра), Санкт-Петербург (2005–2009)
- Кубок Мира по версии WKA (Москва, 2004)
- Чемпионат Мира по версии WAKO (Италия, Линьяно-Саббьядоро, 2009)
- 2-кратный обладатель Кубка Мира по версии WAKO (Италия, 2008–2009)
- Призёр Чемпионата Мира по версии WAKO (Сегед, Венгрия, 2005)
- Чемпион Мира по версии WAKO (Лиссабон, Португалия, 2007)
- Чемпион Мира по версии WKF (Карлсруэ, Баден-Вюртемберг, Германия, 2007)
- Призёр Чемпионата Европы по кикбоксингу (WAKO); (Коимбра, Португалия, 2006)

### Звания
- Кандидат в Мастера спорта России по карате (киокушинкай)
- Мастер спорта России по рукопашному бою
- Заслуженный мастер спорта России по кикбоксингу